# لاکسلی (آلاباما)
لاکسلی (به انگلیسی: Loxley) شهری در شهرستان بالدوین ایالت آلاباما است که مساحت آن ۸۳٫۴۴ کیلومتر مربع است و در سرشماری سال ۲۰۱۰ میلادی، ۱٬۶۳۲ نفر جمعیت داشته و تراکم جمعیتی آن، ۱۹٫۵۶ نفر در هر کیلومتر مربع بوده است.